# Lohweiher (Wemding)
Der Lohweiher, auch Waldsee genannt, ist ein als Badesee genutztes Stillgewässer etwa 2 km nordöstlich der Ortsmitte der schwäbischen Stadt Wemding im bayerischen Landkreis Donau-Ries am Rande der Südlichen Frankenalb zum östlichen Nördlinger Ries.
Der See ist etwa 500 Jahre alt. 2017/2018 wurde er saniert.
Nordwestlich liegt ein größerer Campingplatz. Der öffentliche Badebetrieb findet von Mitte Mai bis Mitte September statt. Der See hat eine ausgezeichnete Wasserqualität. Zu den Freizeitmöglichkeiten zählen ein Ruderbootverleih und eine Wasserrutsche. Etwas weiter westlich befinden sich der Kalksteinbruch Waldsee und die Bauernschanze.